# كولن تينسلي
كولن تينسلي (بالإنجليزية: Colin Tinsley)‏ هو لاعب كرة قدم بريطاني في مركز حراسة المرمى، ولد في 24 أكتوبر 1935 في ردكار في المملكة المتحدة. لعب مع دارلينجتون إف سى وغريمسبي تاون ونادي إكزتر سيتي ونادي كيترينغ تاون ونادي لوتون تاون.